# Tegostoma fulvifascialis
Tegostoma fulvifascialis is een vlinder uit de familie van de grasmotten (Crambidae). De wetenschappelijke naam van deze soort is voor het eerst voorgesteld als Hellula fulvifascialis door Hugo Theodor Christoph in een publicatie uit 1887.
De soort komt voor in Griekenland, Turkije, Libanon, Israël, Iran  en Turkmenistan.